# STS-3
L'STS-3 fou la tercera missió del transbordador espacial, i també la tercera del transbordador espacial Columbia.. Fou el primer llançament amb un tanc extern sense pintar, i l'únic aterratge fins ara a White Sands Space Harbor a prop de Las Cruces.